# Deuterocohnia lorentziana
Deuterocohnia lorentziana är en gräsväxtart som först beskrevs av Carl Christian Mez, och fick sitt nu gällande namn av Michael A. Spencer och Lyman Bradford Smith. Deuterocohnia lorentziana ingår i släktet Deuterocohnia och familjen Bromeliaceae. Inga underarter finns listade i Catalogue of Life.

## Bildgalleri

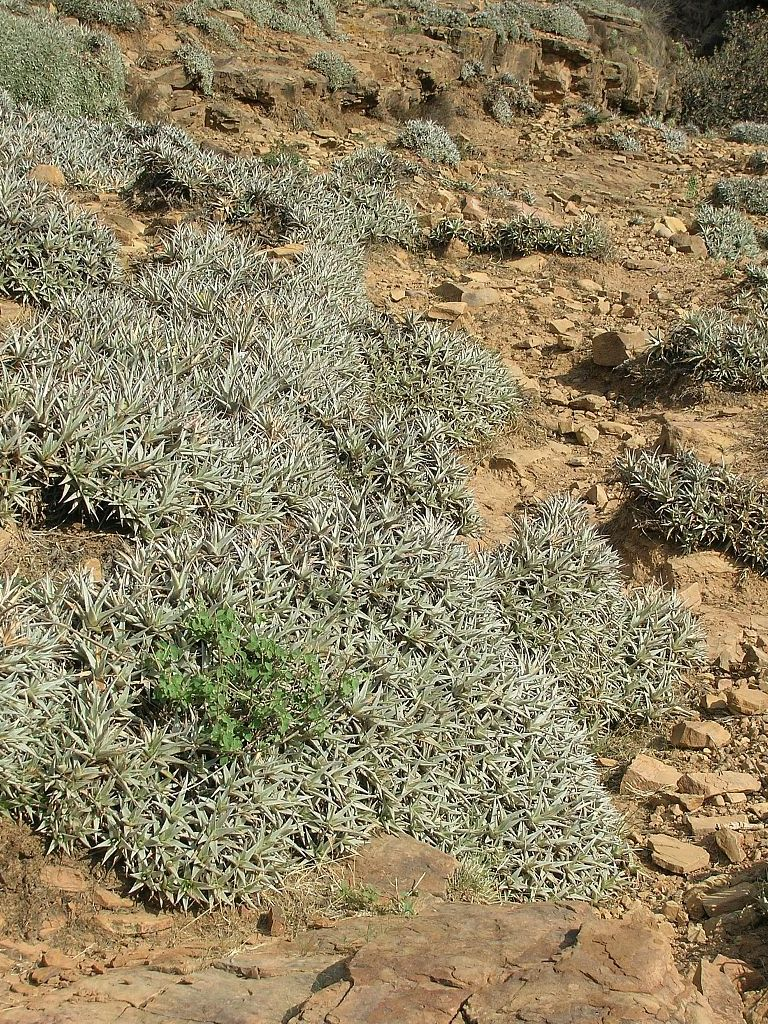
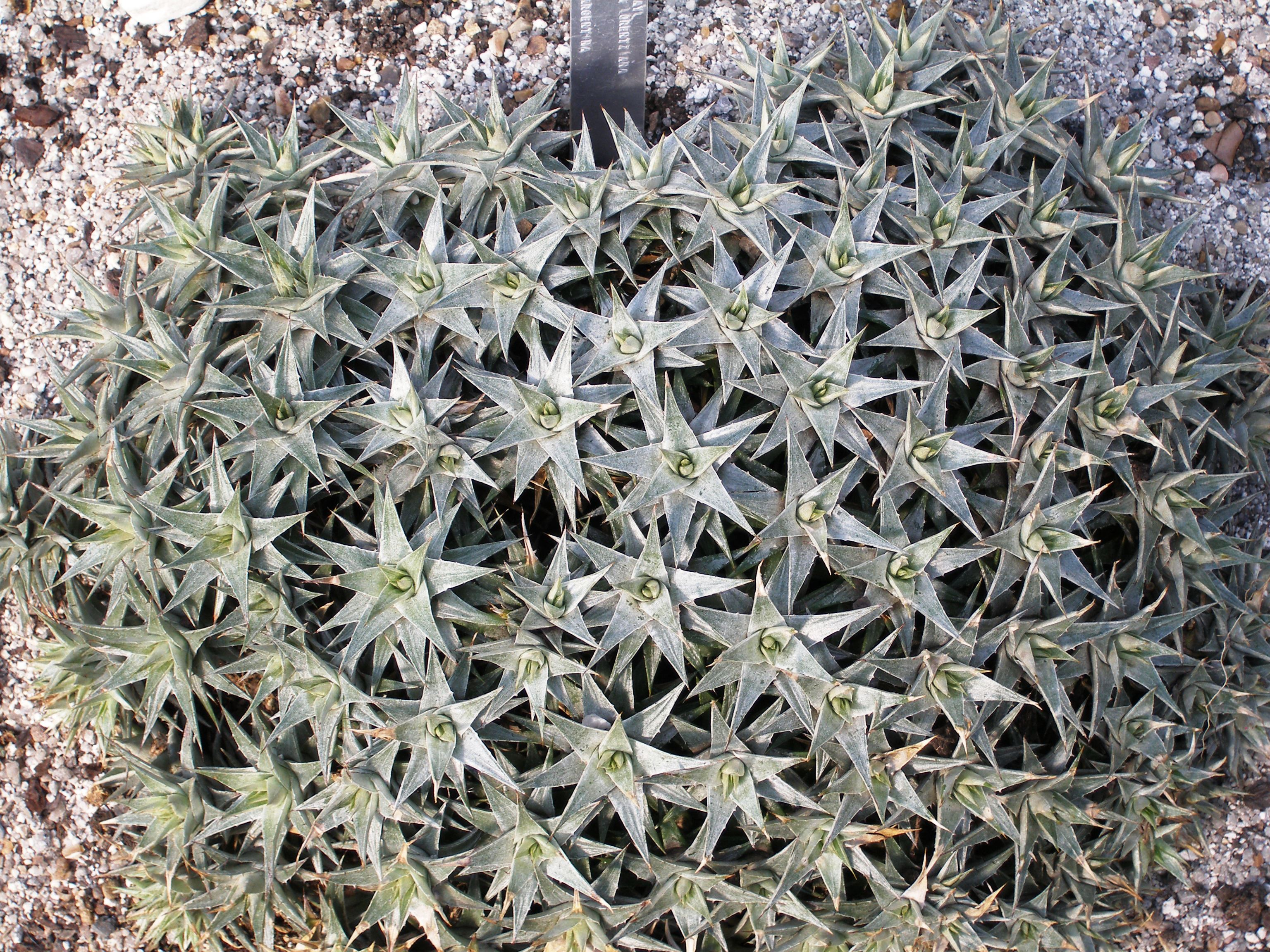
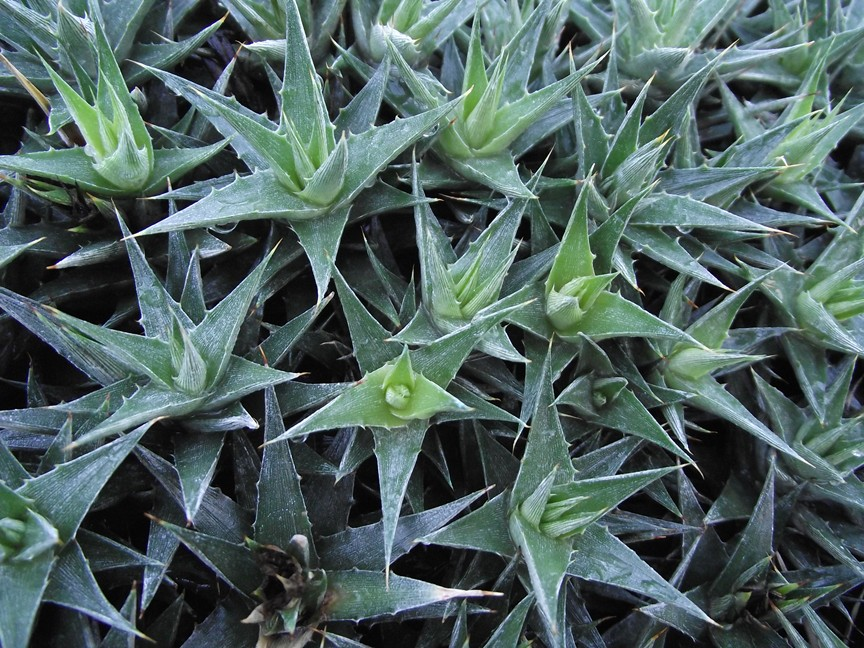